# Sphecodina
este un gen de molii din familia Sphingidae. is a genus of moths in the Sphingidae family.

## Specii
- Sphecodina abbottii (Swainson, 1821)
- Sphecodina caudata (Bremer & Grey, 1853)